# La Fille dans le verre
La Fille dans le verre (titre original : The Girl in the Glass) est un roman policier teinté de fantastique de l'écrivain américain Jeffrey Ford publié aux États-Unis en 2005 et en France en 2007.

## Résumé
Aux États-Unis, pendant la période qui a suivi la Grande Dépression de 1929, un trio de professionnels du spiritisme et de l'arnaque vont se retrouver pris à leur propre piège, l'un d'eux étant le témoin involontaire de l'apparition fantomatique d'une petite fille récemment disparue. L'enquête qu'ils vont mener sur la disparition de cette enfant va les confronter avec une horreur laissant deviner les sinistres évènements à venir en Europe.

## Éditions
- The Girl in the Glass, HarperCollins, 1er août 2005, 286 p.  (ISBN 978-0060936198)
- La Fille dans le verre, Denoël, coll. « Lunes d'encre », 13 avril 2007, trad. Gilles Goullet, 352 p.  (ISBN 978-2-207-25893-4)
- La Fille dans le verre, Gallimard, coll. « Folio policier » no 588, 25 mai 2010, trad. Gilles Goullet, 384 p.  (ISBN 978-2-07-043853-2)